# دیشتریکت ۱ (دوسلدورف)
دیشتریکت ۱ (دوسلدورف) (به آلمانی: Stadtbezirk 1) یک منطقهٔ مسکونی در آلمان است که در دوسلدورف واقع شده‌است. دیشتریکت ۱ ۱۱٫۳۵ کیلومتر مربع مساحت و ۷۵٬۷۴۶ نفر جمعیت دارد.